# Barnawartha
Barnawartha (518 habitants) est une localité du comté d'Indigo à 299 km au nord-est de Melbourne au nord-est de l'État du Victoria en Australie sur l'Indigo Creek et en bordure de la Hume Highway.